# Vincent de Moor
Vincent de Moor, nizozemski trance producent, * 1973, Delft, Nizozemska.  De Moor je zelo zadržana oseba in zelo malo je znanega o njegovem osebnem življenju, saj je do sedaj zavrnil vsak intervju.

## Diskografija

### Albumi
- 1998 Orion City
- 2000 Moor

### Singli
- 1996 Flowtation
- 1996 Systematic
- 1997 Details
- 1998 Darwin's Voyage
- 1998 Flagpoint
- 1998 Magnetic
- 1998 Night Express 2000
- 1998 Orion City
- 1998 Shamu
- 1999 Carte Blanche(skupaj s Ferryem Corstnom kot Veracocha)
- 1999 Between 2 Fires
- 1999 Worlds Of Doubt
- 2000 Eternity (Forever)
- 2000 Fly Away
- 2002 Flowtation 2002
- 2006 Mystique Colors
- 2007 Flowtation 2007
- 2007 Fly Away
- 2007 No Hesitation

### EP-ji
- 1999 Classics II EP
- 2000 Deflection EP